# زیردریایی کلاس ویکتور
زیردریایی کلاس ویکتور (به انگلیسی: Victor-class submarine) یک کلاس از زیردریایی است که طول آن 93 to 102 meters (303 to 335 feet) می‌باشد.